# Stenoma cholerocrossa
Stenoma cholerocrossa es una especie de polilla del género Stenoma, orden Lepidoptera.
Fue descrita científicamente por Meyrick en 1930.

## Distribución
Se distribuye por Brasil.